# Буденецька сільська рада
Будене́цька сільська́ ра́да — адміністративно-територіальна одиниця та орган місцевого самоврядування у Сторожинецькому районі Чернівецької області. Адміністративний центр — село Буденець.

## Загальні відомості
- Населення ради: 1 325 осіб (станом на 2001 рік)

## Населені пункти
Сільській раді були підпорядковані населені пункти:
- с. Буденець

## Склад ради
Рада складалася з 16 депутатів та голови.
- Голова ради: Федорян Микола Костянтинович
- Секретар ради: Опаіц Вероніка Миколаївна

### Керівний склад попередніх скликань
| Прізвище, ім'я, по батькові  | Основні відомості                                                 | Дата обрання | Дата звільнення |
| ---------------------------- | ----------------------------------------------------------------- | ------------ | --------------- |
| Федорян Микола Костянтинович | Сільський голова, 1956 року народження, освіта вища, безпартійний | 26.03.2006   | 31.10.2010      |
| Федорян Микола Костянтинович | Сільський голова, 1956 року народження, освіта вища, безпартійний | 31.10.2010   |                 |

Примітка: таблиця складена за даними сайту Верховної Ради України

### Депутати
За результатами місцевих виборів 2010 року депутатами ради стали:

#### За суб'єктами висування
| Суб'єкт висування | Кількість обраних депутатів | %   |
| ----------------- | --------------------------- | --- |
| Самовисування     | 16                          | 100 |

#### За округами
| № округу | Прізвище, ім'я, по батькові       | Дата визнання обраним | Освіта             | Партійна приналежність                        | Відомості про обраного депутата                     |
| -------- | --------------------------------- | --------------------- | ------------------ | --------------------------------------------- | --------------------------------------------------- |
| 1        | Червінській Северин Костянтинович | 02.11.2010            | середня            | позапартійний                                 | Військова частина А0264                             |
| 2        | Опаіц Вероніка Миколаївна         | 02.11.2010            | середня спеціальна | позапартійна                                  | Буденецька сільська рада, секретар                  |
| 3        | Паладій Ілля Васильович           | 02.11.2010            | вища               | позапартійний                                 | Буденецьке лісництво, майстер ласу                  |
| 4        | Мудряк Раду Радович               | 02.11.2010            | середня            | член Всеукраїнського об'єднання «Батьківщина» | Буденецька сільська рада, землевпорядник            |
| 5        | Петрюк Валерія Костянтинівна      | 02.11.2010            | вища               | позапартійна                                  | дошкільний навчальний заклад «Берізка», завідувачка |
| 6        | Розмаліца Ілля Олександрович      | 02.11.2010            | середня            | позапартійний                                 | Сторожинецькій СМУВГ, робочий                       |
| 7        | Бергева Тетяна Аркадіївна         | 02.11.2010            | вища               | член Всеукраїнського об'єднання «Батьківщина» | пенсіонер                                           |
| 8        | Петрюк Валерій Іванович           | 02.11.2010            | середня            | позапартійний                                 | приватний підприємець                               |
| 9        | Логін Віталій Леонович            | 02.11.2010            | середня спеціальна | позапартійний                                 | Чудейська музична школа, вчитель                    |
| 10       | Бергева Віктор Валер'янович       | 02.11.2010            | середня            | позапартійний                                 | тимчасово не працює                                 |
| 11       | Татулич Олена Іванівна            | 02.11.2010            | середня            | позапартійна                                  | тимчасово не працює                                 |
| 12       | Чолан Георгій Мірчович            | 02.11.2010            | середня спеціальна | позапартійний                                 | приватний підприємець                               |
| 13       | Опаєць Іван Георгійович           | 02.11.2010            | середня            | позапартійний                                 | пенсіонер                                           |
| 14       | Столяр Анатолій Аркадійович       | 02.11.2010            | середня            | позапартійний                                 | приватний підприємець                               |
| 15       | Опаіц Мар'ян Віорелович           | 02.11.2010            | середня спеціальна | позапартійний                                 | тимчасово не працює                                 |
| 16       | Марищук Марія Георгіївна          | 02.11.2010            | середня            | позапартійна                                  | приватний підприємець                               |